# الحدايا (أسلم)

تعديل مصدري - تعديل

الحدايا هي إحدى قرى عزلة أسلم الشام بمديرية أسلم التابعة لمحافظة حجة، بلغ تعداد سكانها 70 نسمة حسب تعداد اليمن لعام 2004.